# 桜多吾作
桜多 吾作（おうた ごさく、1948年3月16日 - 2022年12月12日）は、日本の漫画家。山形県上山市出身。本名は太田順一（おおた じゅんいち）。

## 経歴・人物
石ノ森章太郎のアシスタントを経た後、「ボーイフレンドや～い」で少女漫画家・山上純一郎としてデビュー。単独名義のほか、萩尾望都との合作なども発表する。
少年誌に活躍の場を移行後、北川寛、本名の太田順一などのペンネームを経て「桜多吾作」名となる。一時、石森プロの先輩でもある永井豪が率いるダイナミックプロにも合流、同プロ原作アニメ作品のコミック化を数多く手がける。一方で、「桜多吾作とプロダクション・アドベンチャー」としても独立した作品を発表した。児童誌のコミックボンボンで執筆する際には、おうたごさくと平仮名表記で執筆している。
代表作の『釣りバカ大将』を始めとして、趣味である釣りをテーマにした釣り漫画を多く執筆しており、スポーツニッポン釣り面では1981年から2019年までイラストエッセイを連載していた。ほか、釣り関係の入門書や学習漫画の執筆にも数多く携わっていた。
2022年11月末、新型コロナウイルスに感染して救急搬送され、一時状態は安定していたものの同年12月12日、肺炎のため死去した。74歳没。桜多の訃報は、作家の高千穂遙のTwitter投稿で翌2023年1月1日に明らかになった。

## 作品リスト

### 主な作品
- マッドマッドケイ - 週刊少年サンデー 1970年36号 - 北川寛 名義[3]
- アア!! もうダメ!  - りぼんコミック 1970年9月号 - 北川賢 名義[4]
- やめて！お願い - りぼんコミック 1970年11月号 - 北川賢 名義[4]
- あいつをやっつけろ！ - りぼんコミック 1970年11月号増刊号 - 北川賢 名義[4]
- わかってほしいの - りぼんコミック 1970年12月号 - 北川寛 名義[4]
- 売れ残っちゃう！ - りぼんコミック 1971年1月号 - 北川寛 名義、萩尾望都 協力[4]
- もう死んじゃうから - りぼんコミック 1971年2月号 - 北川寛 名義[4]
- ショートスポーツユーモアシリーズ 弁解屋 - 北川寛 名義
- パンツ大革命 - 別冊少年ジャンプ 1971年4号 - 太田順一 名義[5]
- キッスで殺せ! - 別冊少年ジャンプ 1971年5号 - 太田順一 名義[6]
- はみだし婦警 ひまわりちゃん - 別冊少年ジャンプ 1971年10号[7]
- はみだし 見習い看護婦しらぎくちゃん - 別冊少年ジャンプ 1971年12号[8]
- はみだし女教師 のゆり先生 - 別冊少年ジャンプ 1972年2号[9]
- スカンクちゃん - 別冊マーガレット1972年5月号[10]
- ジャネット・リン物語 - 別冊少年ジャンプ 1972年10号[11]
- 死爵の館 - 女性セブン 1973年ごろ - 原作：永井豪[12]
- 劇画ロードショー - 「月刊少年チャンピオン」に掲載されたロードショー映画のコミカライズ。
  - ブレージングサドル - 1976年3月号
  - アドベンチャー・ファミリー - 1977年2月号
  - サイレントムービー - 1977年3月号
  - パニック・イン・スタジアム - 1977年4月号
  - ザ・チャイルド - 1977年6月号
  - ザ・ディープ - 1977年8月号
- スタードキュメント - 「月刊少年チャンピオン」にて、やまと虹一・岡崎優・鈴原研一郎らと交代で執筆した、人気芸能人ドキュメンタリー漫画。それまでは女性芸能人、それもアイドル歌手が多かったが、桜多担当回では男性グループやコメディアンが多かった。
  - ずうとるび物語 - 1975年7月号
  - ダウン・タウン・ブギウギ・バンド物語 - 1975年10月号
  - 笑福亭鶴光物語 - 1975年11月号
  - 岩崎宏美物語
  - 萩原健一物語 - 1976年1月号
  - 桂三枝物語
  - 子門真人物語
  - 西川きよし物語
  - 海原千里・万里物語 - 「原作：松下和見」（以降は全て「原作：加東康一」）
  - 松本ちえこ物語
  - 萩本欽一物語 - 1976年2月号[13]
- グロイザーX - アニメ原作
- チクタク大冒険 - 元は石ノ森章太郎の作品。作画を担当。
- 快傑赤ずきんちゃん - 『テレビランド』1977年ごろ[14][15]
- 悪ガキどろんこ伝 - 『テレビランド』1977年ごろ[16]
- ホームラン・コング! - 『テレビマガジン』1977年ごろ[17]
- 恐竜サイボーグ マシンザウラー
- 月光騎士（ムーンナイト）
- 釣りバカ大将
- ラジコンマン
- 誘遊フィッシング
- おやじ弁慶
- おとこ騎馬戦
- 今昔物語 - 旺文社より刊行された「世界名作シリーズ」のひとつ。1985年[18]。後にほるぷ出版からも再刊された[19]。
- くにおくんの時代劇だよ全員集合！- おうたごさく名義 - コミックボンボン1992年夏休みジャンボ増刊号掲載。
- レスラー軍団大抗争! - おうたごさく名義
- 聖戦士ロビンJr. - おうたごさく名義
- ミラクルジャイアンツ童夢くん（原作：石ノ森章太郎）
- マホマホ! - おうたごさく名義。『コミックボンボン』1991年2月号[20]
- 新・都市伝説・八甲田山亡者の行進（原作:山口敏太郎） - コアマガジンのコンビニコミック
- 奇跡の食育 - 真弓定夫監修。美健ガイド社から刊行された加工食品陰謀論本のシリーズ。
  - 白い悪魔白砂糖はもーいらない!! - 2011年[21]
  - 牛乳はもーいらない!! - 2012年[22]
  - パンはもーいらない!! - 2012年[23]
  - 子宮頸がんワクチンはもーいらない!! - 2013年[24]
- 昭和天皇にあいたい. 2 (皇居勤労奉仕団涙の『君が代』) - 美健ガイド社、2013年[25]

### コミカライズ作品
- マジンガーZ
- グレートマジンガー
- UFOロボ グレンダイザー
- ゲッターロボ
- ゲッターロボG
- 鋼鉄ジーグ
- SF西遊記スタージンガー
- 闘士ゴーディアン
- サイボーグ009超銀河伝説

## 桜多版マジンガーシリーズ
桜多吾作版『マジンガーZ』は、初期は『別冊少年ジャンプ』（集英社）に掲載された後、『冒険王』（秋田書店）に連載された。また続編の『グレートマジンガー』『UFOロボ グレンダイザー』も同誌で引き続き連載された。そのベースとなったアニメ版は登場人物や世界設定を共有するゆるやかな連作だったのに対し、桜多版コミックではシリーズとしての継続性をさらに強めている。
第1作目の『マジンガーZ』序盤までは、一般的な「TVアニメのコミカライズ」の範疇だったが、徐々に桜多自身のオリジナリティを発揮した。ペシミスティックな社会的視点、TVアニメでは語られなかった部分への言及・補完などが盛りこまれ、大河ドラマ的な一大SFストーリーへと変貌していった。

### マジンガーZ
自衛隊との関係
機械獣と交戦する自衛隊に対し、あしゅら男爵が「ろくな予算をもらえず、アメリカのお下がりの武器で戦っている」云々と揶揄する。それ以外にも、自衛隊の出番が多く、最終決戦の際には米軍からちょろまかした「秘密兵器」でピグマン子爵を倒している。
自衛隊の岡部指揮官はセミレギュラー化し、『グレートマジンガー』にも引き続き登場する。
劇場版の扱い
アニメ作品ではパラレルワールドとされている劇場版『マジンガーZ対デビルマン』、および『マジンガーZ対暗黒大将軍』が、本編中のエピソードとして組み込まれている。
幹部たち
あしゅら男爵は独自の野望を持ちヘルに造反する。またブロッケン伯爵はあまりにも横暴なヘルに愛想をつかす。
厳密にはヘル傘下でないが、ゴーゴン大公とヘルは当初から相互不信関係にあり、マジンガーに勝ったと思ったヘルがゴーゴン大公を暗殺しようとしたが失敗する。地獄城での決戦の際、TVアニメでは見殺しにとどめたが、桜多版ではゴーゴンがヘルを暗殺する。また前述の反乱の際、あしゅらに妖機械獣を提供したところが初登場となる。
なおTVアニメでは反乱を起こしたピグマン子爵は、最後まで忠実だった。
オリジナル異色短編
「チップカモイ編」
兜甲児とあしゅら男爵が異次元世界に召喚される。その世界を支配している半魚人達は、甲児たちの住む世界への侵略を企んでいた。それを食い止めるため、兜甲児とあしゅら男爵が共闘する。
「戦え!!ドクターヘル」
ドクターヘルの生い立ちを描いた短編。最終回前に収録されている。
兜甲児のサイボーグ化
最終回にて、ミケーネの戦闘獣との戦いで兜甲児が瀕死の重傷を負い、兜剣造博士の手によってサイボーグに改造される。
『グレートマジンガー』以降では、桜多はこの設定には触れられていない。

### グレートマジンガー
ミケーネ帝国の思惑
鉄也が自衛隊の訓練に参加し、山中に秘密基地を建設中のミケーネ帝国と遭遇するエピソードが存在する（第2話）。その際、アルゴス長官が大人達、特に日本人の頑迷さを揶揄する場面が出てくる。また、同エピソードにて、暗黒大将軍のモノローグという形で、ミケーネ帝国の窮状や、日本占領に固執する理由が語られる。
量産型グレート
グレートマジンガーの設計図と超合金ニューZの製造法を盗み出した新住日重工が、グレートの複製品を量産して他国に販売しようとする。これがミケーネ帝国の手に渡り、科学要塞研究所はピンチに陥る。この設定は、後年のゲーム作品『スーパーロボット大戦シリーズ』にも一部が流用されている。
この種のストーリーでは、軍需産業の社長は私腹を肥やすことが目的というのが定番であるが、本作では「輸出立国日本が今後も生計を立てていくためには有力な輸出品が無ければならない。世界中に品物が行き渡った現在、もはやグレートを外国に売るしかない」という、国益を重視した明確な主張が語られている。
最終的に社長の娘の犠牲によってグレート量産計画は阻止されたが、社長の危惧した通り日本には未曾有の大不況が訪れることになる。
ミケーネ帝国と日本政府の密約
ミケーネ帝国の新指揮官・地獄大元帥は「グレートマジンガーを破壊すれば、日本だけは攻撃しない」と、日本政府に申し出る。戦闘獣による破壊活動で地方都市を壊滅させられていた日本政府はこれを了承。政府の申し入れを拒んだ科学要塞研究所は、自衛隊の攻撃により破壊される。
兜博士以下、科学要塞研究所のメンバーは、弓教授の説得により脱出。岡部指揮官ほか、一部の自衛隊員も同行する。一同は流浪の民と化し、各地で強盗を働き物資を調達しながら、ゲリラ活動を続けた。
科学要塞研究所の陥落を確認したミケーネ帝国は、密約を一方的に破棄して東京を武力占領する。
グレートが登場しない事が言及され、都民がグレートに助けを求める姿が描かれている。
みさとの登場
みさとは、ボスの親戚で『マジンガーZ』終盤の女性レギュラー。TV版『グレートマジンガー』では登場していないが、科学要塞研究所からの脱出を機に弓教授と共にレギュラー化する。グレートの操縦も行ったが、主にお色気要員として描写されていた。ヤヌス公爵に捕まり、爪で真っ二つに引き裂かれて死亡した。
宇宙からの攻撃
地獄大元帥は宇宙空間を漂流する巨大な氷塊を整形してレンズにし、地上に焦点を合わせて攻撃を繰り返す。
兜博士は攻撃のため、アメリカ政府（NASA）に協力を要請。アメリカ政府はミケーネ帝国と兜一行を天秤にかける。そのためタイムリミットとなり、グレート、ビューナス、岡部指揮官などは実力行使に出るが、最終的に会談はまとまる。
氷塊レンズはバーダラー率いる戦闘獣軍団が護衛していたが、グレートとビューナスのダミー風船、核兵器により全滅。氷塊レンズも破壊される。
剣鉄也の戦死
鉄也を救うために兜剣造が犠牲になる。その呵責から鉄也はグレートで地獄大元帥ら主要なメンバーが戦勝に浮かれていたミケーネ帝国の中心部へ特攻、自爆する。
鉄也の戦死についてはTV版でも協議されたが、不採用となっている。
他
炎ジュンが肌の色を気にして手を洗うというアニメのシーンが、全裸のシャワーシーンになっている。このシーンは後に、新名明彦の『マジンガーエンジェル』で、越智一裕の『ダイナミックヒーローズ』でオマージュされた。

### UFOロボ グレンダイザー
デューク・フリードとしての記憶
グレンダイザーで地球に逃れてきて宇門源蔵に助けられたデューク・フリードは、深層催眠によって忌まわしい過去を封印、地球人としての記憶を植え付けられ、自らを宇門大介と思い込んで暮らしていた。
ベガ星連合軍の地球襲撃を目の当たりにして、デューク・フリードとしての記憶が蘇る。
ミケーネ帝国の登場
大多数の手駒を失ったミケーネ帝国・闇の帝王は、ベガ星連合軍に対抗するためデューク・フリード達に共闘を持ちかける。デューク達は闇の帝王の招待に応じ、兜甲児も不本意ながら共同戦線を承諾して、ミケーネ帝国へ向かう。
会談を前にしてミケーネ帝国がベガ星連合軍に襲撃される。闇の帝王の本体である頭脳が入った培養ケースを、安全な場所へ運び出そうとした時、甲児が誤って落として割ってしまう。闇の帝王は死亡、ミケーネ帝国も壊滅する。
事後、父親や鉄也の死の元凶である闇の帝王を憎んでいた甲児は、自分はケースをわざと落としてしまったのでは、と自問する。
フリード星人と円盤獣
円盤獣には、理性を殺されベガ星人に対する忠誠心を植え付けられたフリード星人の脳が使われている。グレンダイザーが倒した円盤獣ギルギルには、デュークの幼なじみナイーダの弟の脳が使われていたことから、デュークは洗脳されていたナイーダに「多くの同胞や弟を殺している」「故郷を見捨てて一人グレンダイザーを持ち出し逃げた裏切り者」と責められ、命を狙われてしまう。洗脳から解かれたナイーダは、愛するデュークがひどいショックを受け錯乱状態に陥ってしまったことを知り、自責の念と贖罪からベガ軍の大部隊に特攻をかけて散る。ナイーダの犠牲をきっかけに正気を取り戻したデュークは、打倒ベガ星連合軍を誓う。
このエピソードは感銘を受けた演出家の勝間田具治の手によって、桜多に了解を取ったうえでアニメに逆輸入された（第25話）。なお円盤獣にフリード星人の脳が使われている説明はアニメ版でも（洗脳状態のナイーダの発言が事実かどうかはともかく）そのまま取り入れられており、洗脳されたフリード星人がパイロットになっている訳ではない。
円盤獣達が味方に
円盤獣を倒すことへの躊躇や葛藤を振り払いつつ戦い続けるデューク。そんな折、デュークのかつての臣下の脳が使用された円盤獣達の洗脳が解けて、味方になる。しかし、このことを利用したズリル長官の謀略により、ベガ星連合軍のスパイと喧伝され、地球人に追われることとなる。結果的に誤解は解けたものの、味方になった円盤獣は全滅してしまう。
「かつての部下達」の名前は、古典SF作家のエドガー・ライス・バローズ、エドモンド・ハミルトンとその作品の火星のプリンセスからとったもの。
デュークの離反と帰還
臣下の円盤獣達の全滅と前後して、人質を見殺しにできない甘さを見せるなど、戦いに非情になれないデュークに危惧を抱いた宇門博士は、睡眠学習装置を使って強制的に戦闘意欲を向上させようとする。これに気付いたデュークは怒り、一時的ではあるがグレンダイザーで地球を離れてしまう。しかし臣下の円盤獣達の進言もあって、「今後地球人が愚かな振る舞いをすれば、自らが地球の支配者にとってかわる。そのために地球人というよりも地球を守る」と宣言したうえで和解、戦線に復帰する。
ラーガの登場
古代人によって作られた地球の護り神であるロボット「ラーガ」が登場、地球版のグレンダイザーともいうべきもので、デザインにも類似性が見られる。ミケーネ帝国で偶然にも、（操縦ライセンスとなる）指輪を拾っていた弓さやかが搭乗者となる。
終末
ベガ大王の謀略によって世界各国が疑心暗鬼に陥り、核戦争勃発寸前となった。地球の環境を核による汚染から守るためズリルが反乱を起こし、ベガ大王を殺害して実権を握る。
しかし、時すでに遅く核戦争が勃発。放射能に覆われてゆく地球を前に、グレンダイザーとラーガは先史文明から託されていた「本来の機能」を発動。世界各地の古代遺跡と呼応して天変地異を引き起こし、地表を破壊して宇門博士や団兵衛達を含む地球人類を全滅させ、操縦席にいたデュークと妹のマリア、そしてラーガに搭乗したさやかを冷凍冬眠させたまま、地中深く潜って眠りについてしまう。
環境が激変し文明が滅んだ地球に生き残った兜甲児と牧葉ひかるは、いつの日かデュークたちが目覚めるその時まで、人類を絶やさぬよう復興を決意する。